# Dai De
Dai De (xinès tradicional: 戴德, xinès simplificat: 戴德, pinyin: Dài Dé), també conegut com a Da Dai, (xinès tradicional: 大戴, xinès simplificat: 大戴, pinyin: Dà Dài, literalment 'Big Dai'), data de mort i naixement desconeguda, va ser un erudit confucià de la Dinastia Han Occidental. Va estar actiu durant el regnat de l'Emperador Yuan de Han (48–33 aEC).
Era el fill de Dai Ren (戴仁) i el germà major de Dai Sheng. Nadiu de Liang (en l'actualitat Shangqiu, Henan) i un fundador de la Jinwen Jingxue (今文经学, Escola de Confucianisme) de la Dinastia Han Occidental.
Ell va ajudar a compilar el Llibre dels Ritus (礼记), editant els 214 llibres compostos en el 1r segle aC els va reduir a 85. El seu germà Dai Sheng reduir encara més fins a 46, als quals es van afegir tres llibres més, donant als 49 que han arribat fins a nosaltres avui dia. La versió de Dai De dels Ritus és coneguda com a 大戴礼记.